# مورين برونو روي
مورين برونو روي (بالإنجليزية: Maureen Bruno Roy)‏ هي دراجة جبلية ‏ أمريكية، ولدت في 10 نوفمبر 1975.